# Ulis Williams
Pour les articles homonymes, voir Williams.
Ulis C. Williams (né le 24 octobre 1941 à Hollandale) est un athlète américain spécialiste du 400 mètres.
Étudiant à l'Université d'État de l'Arizona, il remporte les Championnats de l'Amateur Athletic Union en 1962 et 1963, et les Championnats NCAA 1963 et 1964. Il est nommé athlète universitaire de l'année 1962. Sélectionné pour les Jeux olympiques d'été de Tokyo, Ulis Williams se classe cinquième de la finale du 400 m avec le temps de 46 s. Il décroche en fin de compétition la médaille d'or du relais 4 × 400 mètres aux côtés de ses compatriotes Ollan Cassell, Michael Larrabee et Henry Carr. L'équipe américaine établit en 3 min 00 s 7 un nouveau record du monde de la discipline et devance finalement le Royaume-Uni et Trinité-et-Tobago.

## Palmarès
| Date | Compétition     | Lieu  | Résultat | Discipline |
| ---- | --------------- | ----- | -------- | ---------- |
| 1964 | Jeux olympiques | Tokyo | 5e       | 400 m      |
| 1964 | Jeux olympiques | Tokyo | 1er      | 4 × 400 m  |